# Cornice (montagna)

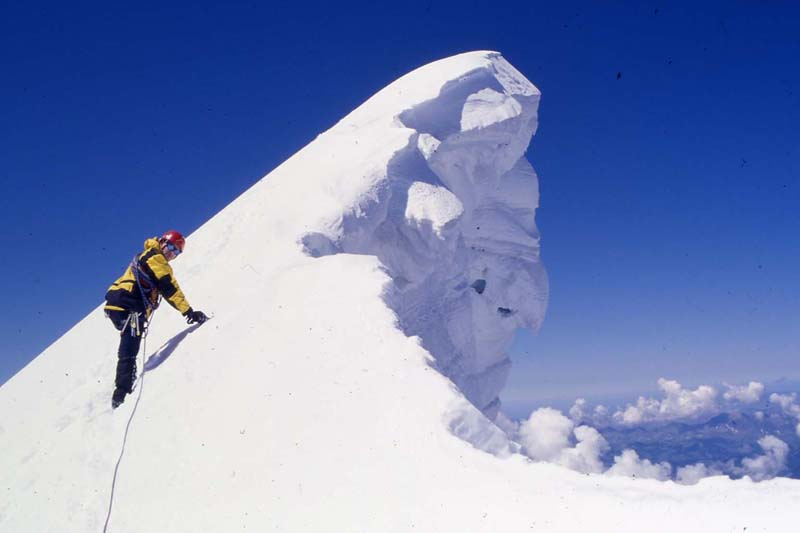
La cornice dell'Aiguille di Bionassay.

Si definisce cornice una particolare formazione nevosa che viene a crearsi in prossimità delle creste a causa del vento.

## Descrizione
La cornice si presenta come un "terrazzo" di dimensioni variabili, che si forma quando il vento soffia forte ed in una sola direzione rispetto ad una cresta nevosa.
La detta conformazione nevosa è in molti casi causa di incidenti mortali dovuti alla rottura della sua stessa fragile struttura.
Ciò può accadere quando un alpinista si trova a camminarci sopra senza saperne e/o poterne valutare la consistenza.

## Incidenti
Il crollo di una cornice provocò la morte di Hermann Buhl sul Chogolisa nel 1957, alpinista austriaco tra i più abili in assoluto.
Nel 1997 un analogo incidente sull'Annapurna I costò la vita ad Anatolij Bukreev.

## Galleria d'immagini

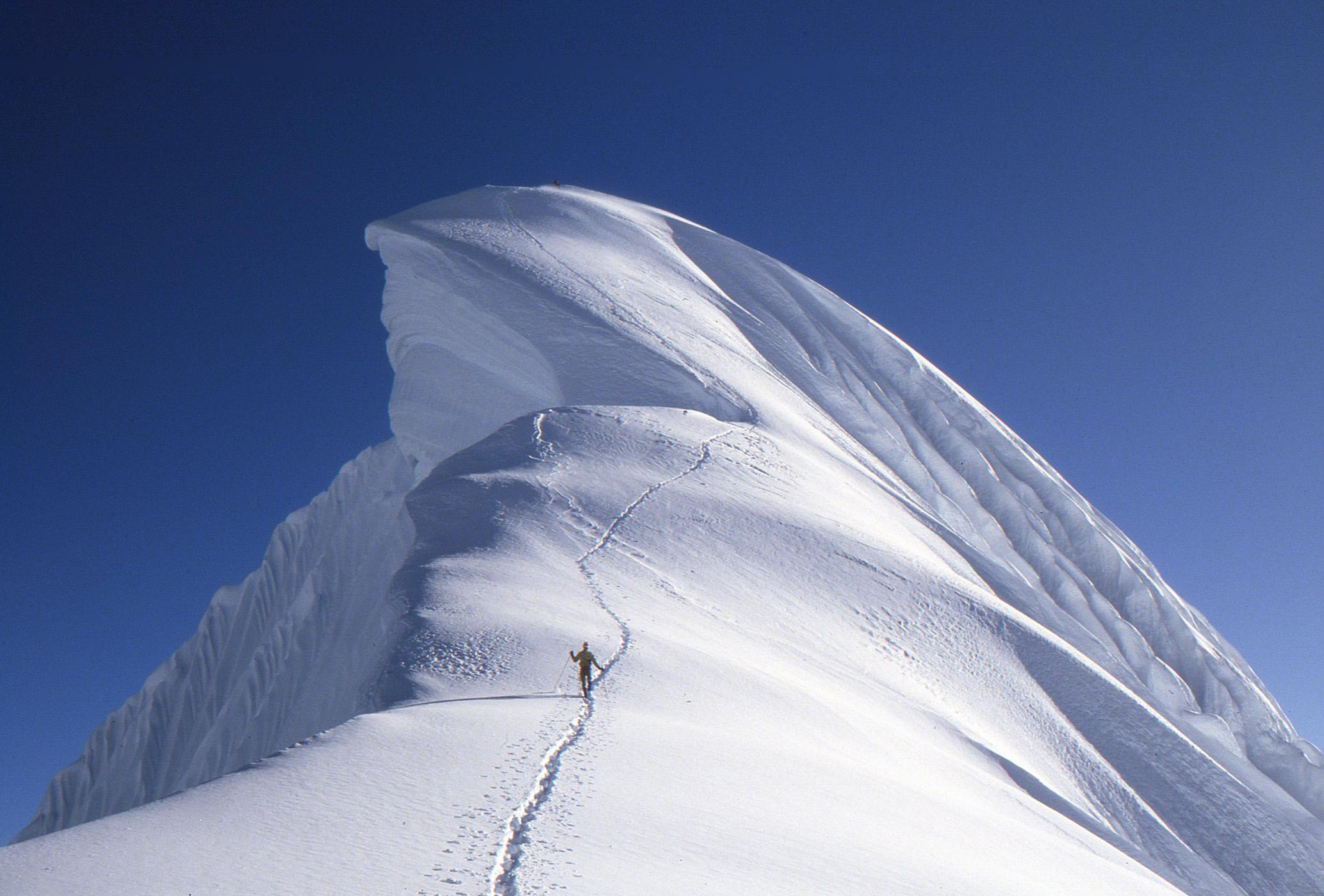
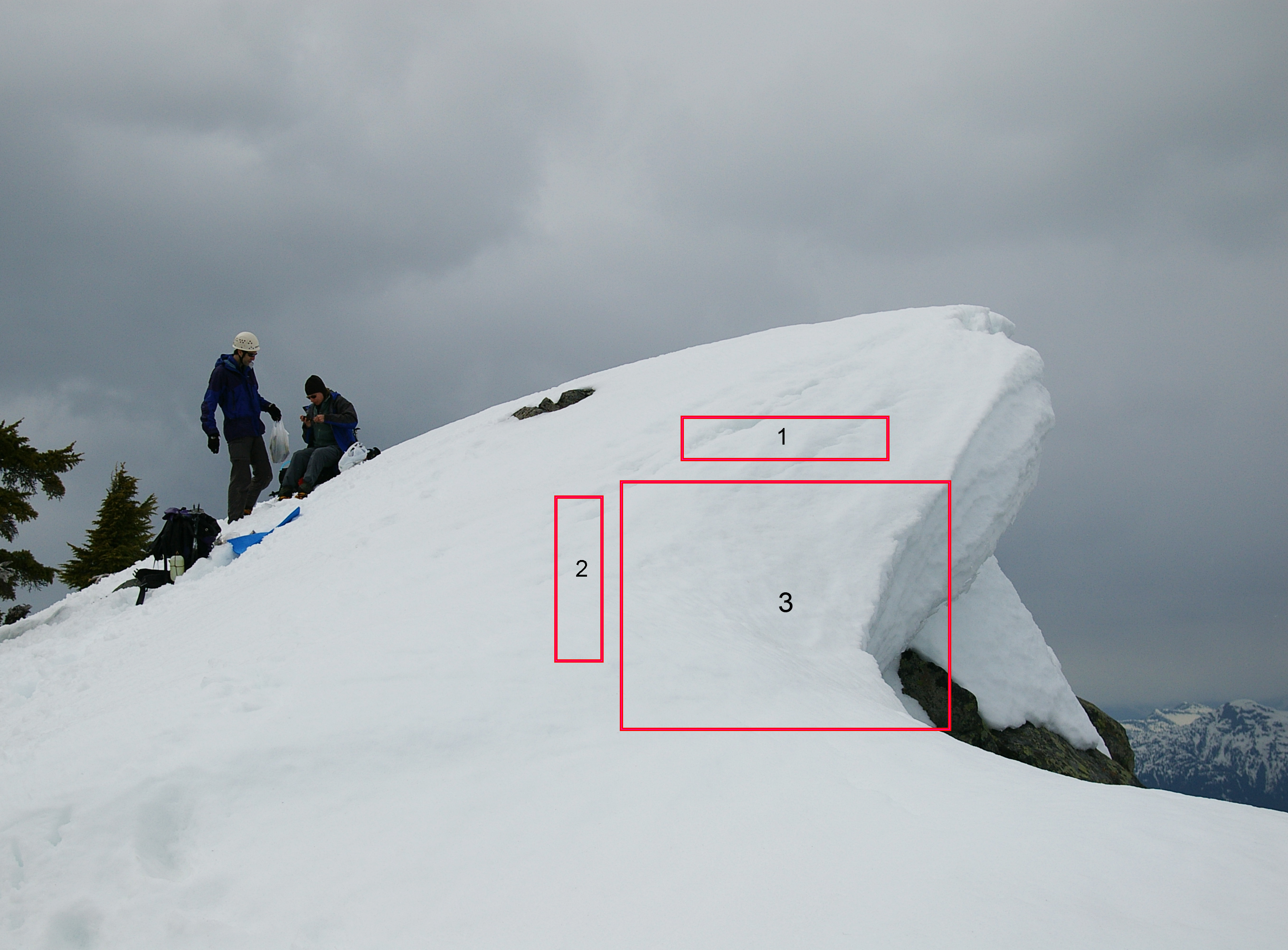
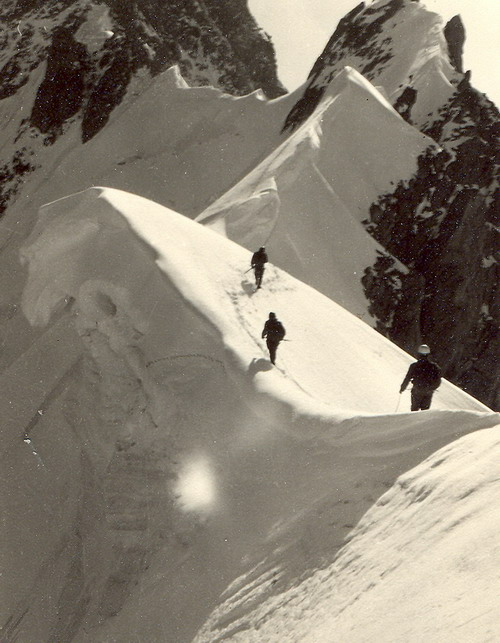
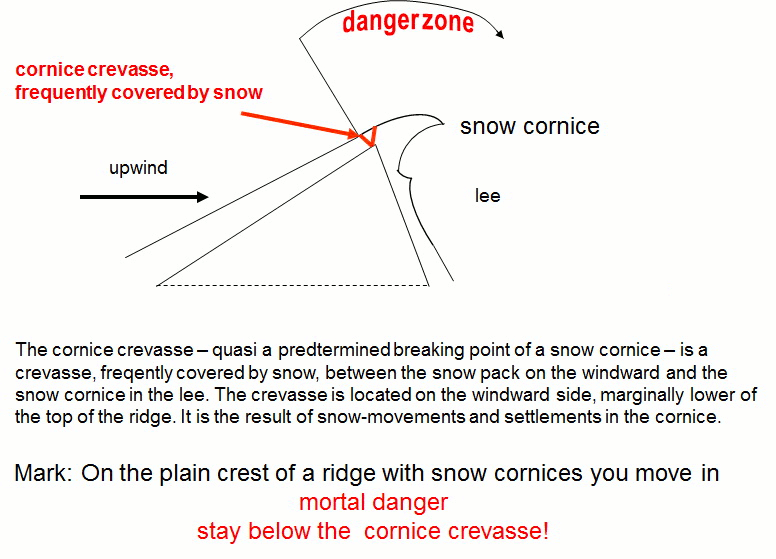
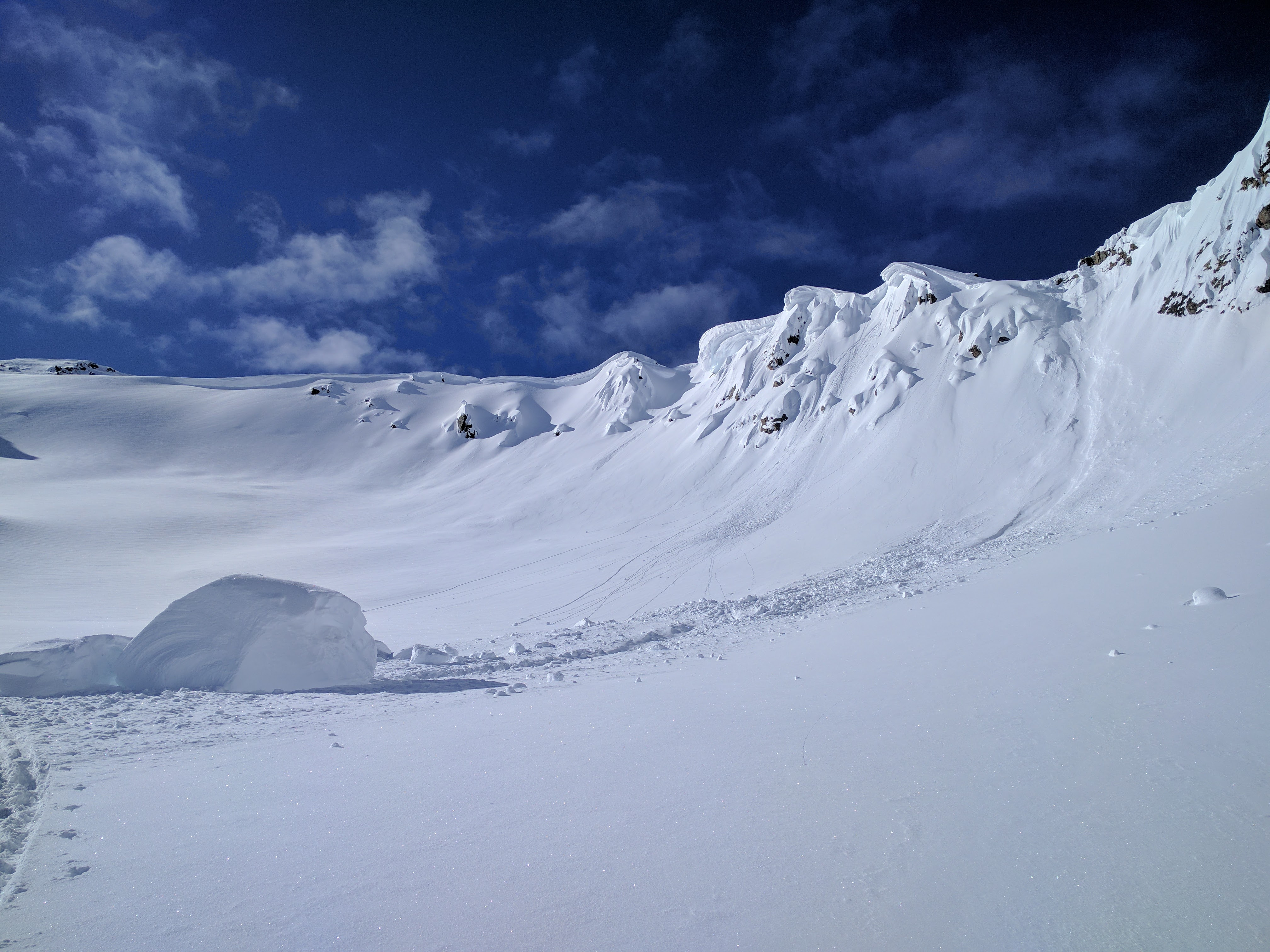
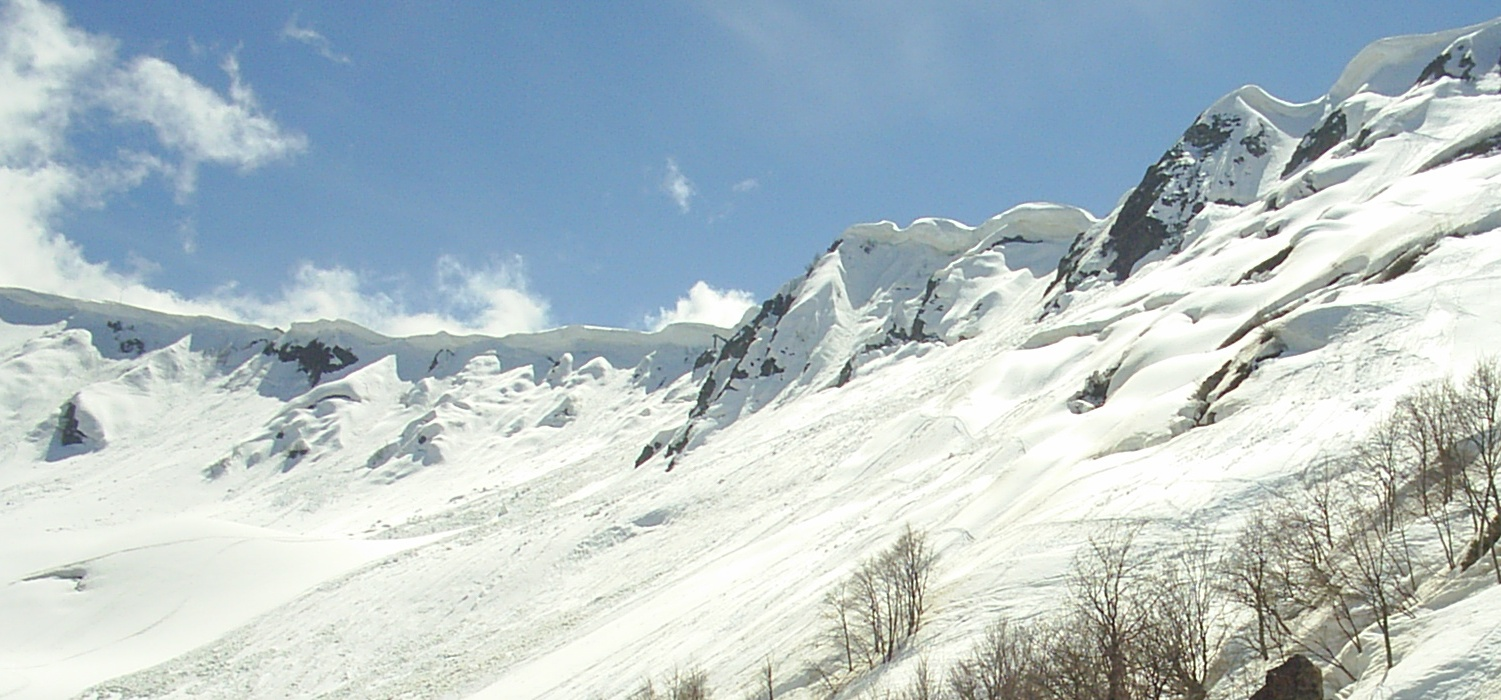